# Aptera
Aptera es un género de insectos blatodeos (cucarachas) de la familia Blaberidae, subfamilia Epilamprinae.
Dos especies pertenecen a este género:
- Aptera fusca (Thunberg, 1784)
- Aptera munda (Walker, 1868)

## Distribución geográfica
Se pueden encontrar en Sudáfrica.

## Sinonimia
El género Aptera fue llamado Oncerocorypha por Carl Stål en 1865.